# MTV Leck
Der MTV Leck (vollständiger Name Männer-Turnverein Leck von 1889 e. V.) ist ein Sportverein aus der Gemeinde Leck im Kreis Nordfriesland. Er wurde 1889 gegründet und bietet in 15 Sparten die Sportarten Aikidō, Badminton, Basketball, Fußball, Handball, Judo, Karate, Leichtathletik, Radsport, Sambo, Schach, Schwimmen, Sportschießen, Tennis, Tischtennis, Triathlon, Turnen und Volleyball an. Daneben gibt es noch eine Sparte Freizeitkreisel.

## Fußball
Die Frauen des MTV Leck spielten in der Saison 1996/97 in der Oberliga Nord, der damals zweithöchsten Spielklasse. Die Spielzeit 2013/14 schloss das Team auf dem dritten Tabellenplatz der Verbandsliga Nord des Schleswig-Holsteinischen Fußballverbands ab.

## Handball
Die Männermannschaft des MTV Leck bildet seit 2003 zusammen mit der SG Niebüll/Süderlügum die HSG Nord-Nordfriesland, die von 2003 bis zu ihrem freiwilligen Rückzug 2007 in der Handball-Regionalliga spielte. Ein Jahr später folgte der Abstieg aus der Oberliga-Schleswig-Holstein. Anschließend spielte die HSG in der Schleswig-Holstein-Liga des Handballverbandes Schleswig-Holstein. Im Jahr 2015 stieg die HSG in die Landesliga ab, nachdem der Mannschaft zehn Punkte wegen des Einsatzes eines nicht spielberechtigten Spielers abgezogen wurde.

### Bekannte ehemalige Spieler
- Dirk Sommerfeld
- Thorsten Storm

## Schach
Im Schachsport bestehen Vereinspartnerschaften mit Vereinen aus Niebüll, Tønder und Løgumkloster. Ein bekannter Schachspieler des MTV Leck ist der FIDE-Meister Peter Hertel.

## Tischtennis
In den 1960er und 1970er Jahren war die Sparte Tischtennis des MTV Leck sehr erfolgreich mit seinen Mannschaften in den Bezirks- und Verbandsligen Schleswig-Holsteins vertreten. Anfang der 1990er Jahre stellte sie ihren Betrieb ein. Die Tischtennis-Abteilung wurde dann im Mai 2013 nach 25-jähriger Pause reaktiviert. Seit 2014 ist sie wieder Mitglied im Tischtennis-Kreisverband Nordfriesland und schickt eine Mannschaft in den Punktspielbetrieb.